# Smynthurodes betae
Smynthurodes betae är en insektsart som beskrevs av John Obadiah Westwood 1849. Enligt Catalogue of Life ingår Smynthurodes betae i släktet Smynthurodes och familjen långrörsbladlöss, men enligt Dyntaxa är tillhörigheten istället släktet Smynthurodes och familjen pungbladlöss. Enligt den finländska rödlistan är arten sårbar i Finland. Arten är reproducerande i Sverige. Artens livsmiljö är ruderatmarker, vägrenar och banvallar. Inga underarter finns listade i Catalogue of Life.